# Grab des Charmylos

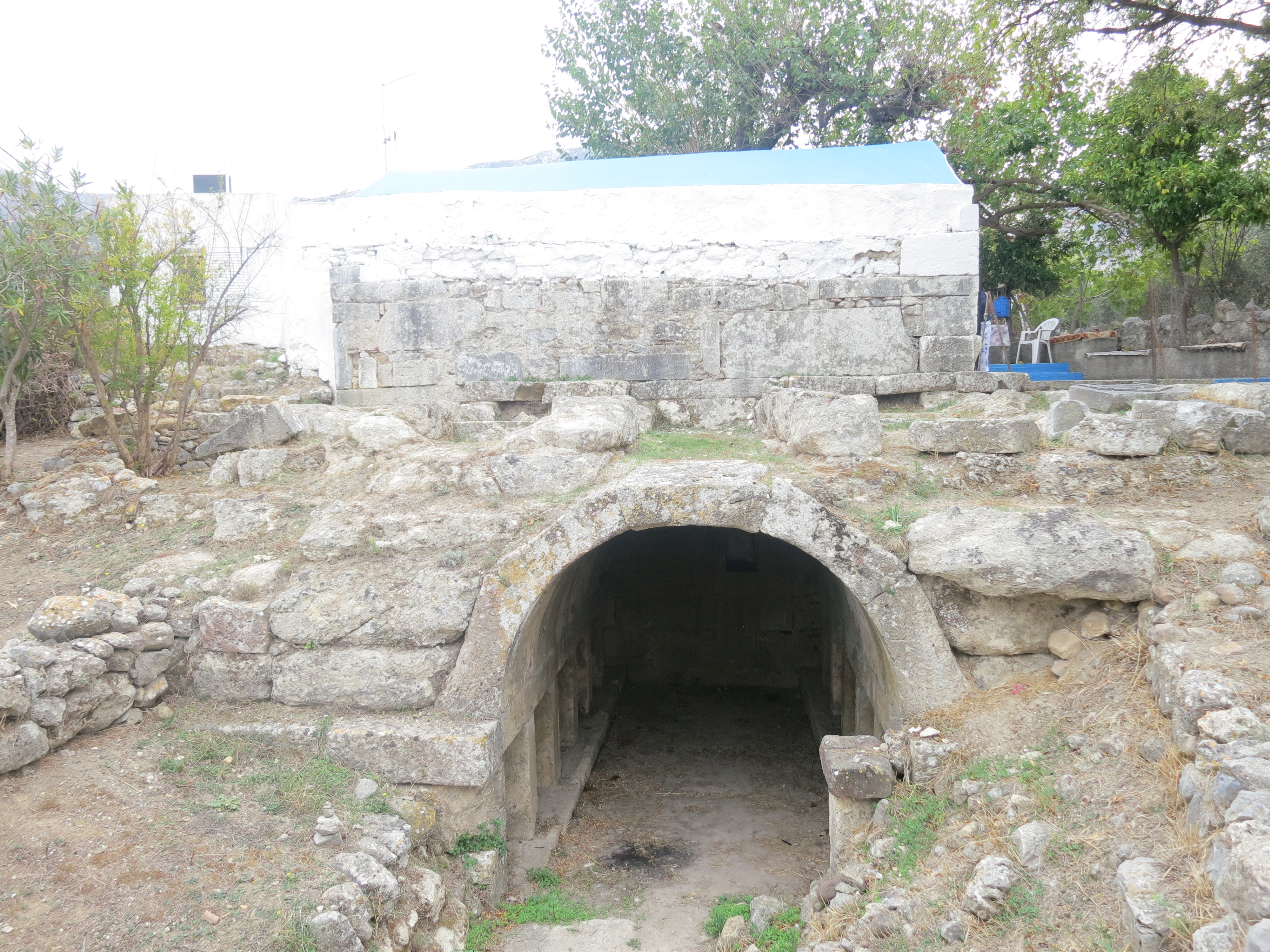
Grab des Charmylos. Dahinter die über dem Grab errichtete orthodoxe Kapelle

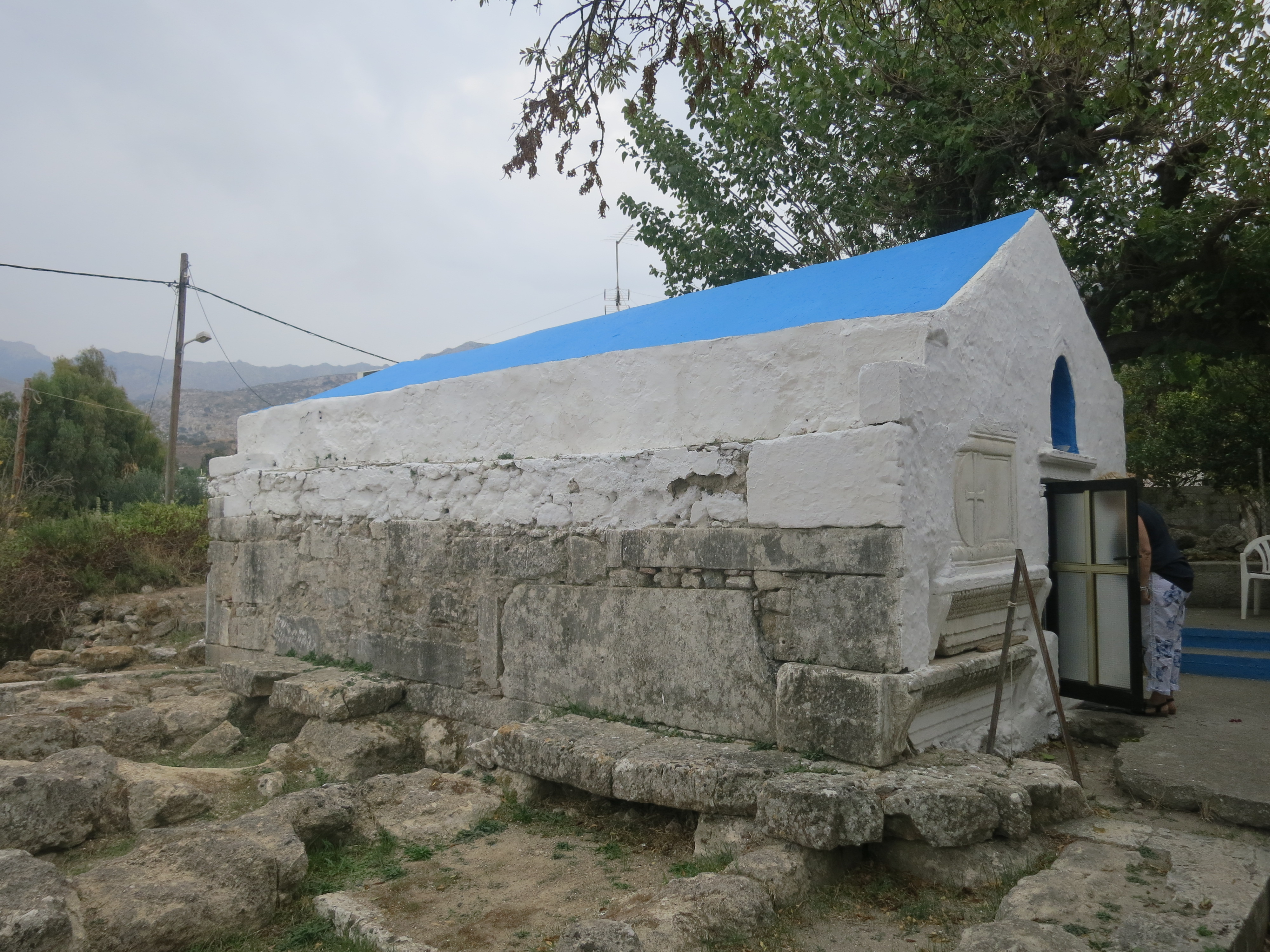
Die über dem Grab des Charmylos errichtete Kapelle mit Teilen von Gebäuden aus anderen Epochen

Das Grab des Charmylos (griechisch Χαρμύλειον Charmyleion, auch Harmyleion bzw. Grab des Harmylos) befindet sich im Ort Pyli (auch Pilí geschrieben, griechisch Πυλί Κω Pyli Ko bzw. Πύλιο Pylio) auf der griechischen Insel Kos.

## Person
Als Charmylos wird ein Held der Antike bezeichnet, der aus einer adligen Familie stammen soll. Er soll der Sohn des Chairylos, eines legendären Helden und Königs von Kos im Altertum, sein. Charmylos soll der Legende nach mit dem Götterboten Hermes verwandt sein. Auf ihn soll auch die Besiedelung des Ortes Pyli zurückgehen.

## Grab
Das Grab stammt aus dem 4. Jahrhundert vor Christus und ist teilweise noch erhalten. Der Zugang zum Grab selbst ist derzeit von der Seite über einige Stufen möglich (2021). Der unterste Teil des Grabes, der heute noch erhalten ist, ist in den Erdboden eingelassen und besitzt ein Tonnengewölbe. Diese Ebene mit zwölf Kammern ist noch gut erkennbar und begehbar. Der Erhaltungszustand des noch bestehenden Bauwerks ist weitgehend sehr gut. Die Grabkammern sind je 66 cm breit und zweieinhalb Meter lang. Über dem Grab des Charmylos wurde eine orthodoxe Kapelle errichtet, die teilweise mit Bauteilen anderer Gebäude aus früheren Epochen errichtet wurde und ebenfalls besichtigt werden kann. Das Grab liegt etwa 100 Meter über dem Meeresspiegel.